# Zéphyrin Agostini
Pour les articles homonymes, voir Agostini.
Zéphyrin Agostini (Vérone, 24 septembre 1813 - Vérone, 6 avril 1896) est un prêtre italien fondateur des Ursulines filles de Marie Immaculée, et reconnu bienheureux par l'Église catholique.

## Biographie
Orphelin de père, il passe son enfance chez ses grands-parents paternels à Terrossa, village entre Vérone et Vicence, où il apprend à lire et à écrire. À 18 ans, il entre au séminaire diocésain pour continuer ses études ayant comme professeur le vénérable Nicola Mazza (1790-1865). Il est ordonné prêtre le 11 mars 1837 par Mgr Joseph Grasser, évêque de Vérone et nommé vicaire de la paroisse des Saints Nazario et Celso à Vérone. Il exerce entre autres la fonction de vice-chancelier de l'évêché et accompagne Mgr Mutti dans plusieurs visites pastorales. En 1845, il est nommé curé dans la même paroisse des Saints Nazario et Celso.
Pour l'aider dans son action pastorale, en particulier auprès de la population féminine, il décide de se tourner vers des instituts déjà existants, tels que les Filles de la charité canossiennes mais ne réussit pas dans cette tentative. Une association se crée en 1856 sous le nom de Pieuse union de sainte Angèle pour gérer l'école de filles. À partir de 1860, certaines de ces collaboratrices commencent à mener une vie commune mais Agostini n'est pas convaincu par la création d'un nouvel institut religieux et les confie aux Sœurs de Marie Enfant. 
Ce n'est qu'en 1869, alors que Mgr Luigi di Canossa le charge de reformer la compagnie de Sainte Ursule qu'il est convaincu de devoir soutenir l'œuvre naissante et de lui donner une physionomie selon l'esprit de sainte Angèle Merici, il forme donc le petit groupe qui avait commencé la vie en commun dont il élabore des constitutions religieuses.
Dès le début, deux groupes se forment, un avec la vie commune, et l'autre à l'extérieur dans leurs familles respectives. Après 50 ans de ministère paroissial, il reçoit les louanges publiques de l'évêque et de ses supérieurs. Il est également appelé pour prêcher des exercices spirituels aux séminaristes et aux prêtres, comme enseignant et guide apprécié. Dom Zéphyrin meurt le 6 avril 1896 à Vérone, son corps repose dans la chapelle de la maison-mère des Ursulines à Vérone. Le pape Jean-Paul II le déclare vénérable le 22 janvier 1991, et le béatifie  le 25 octobre 1998.